# Frank Weber
Frank Weber (Heepen, 12 de marzo de 1963) es un deportista alemán que compitió para la RFA en ciclismo en la modalidad de pista, especialista en la prueba de tándem.
Ganó dos medallas en el Campeonato Mundial de Ciclismo en Pista, oro en 1984 y bronce en 1985.
Participó en los Juegos Olímpicos de Seúl 1988, ocupando el séptimo lugar en la disciplina de velocidad individual.

## Medallero internacional
| Campeonato Mundial | Campeonato Mundial | Campeonato Mundial | Campeonato Mundial |
| Año                | Lugar              | Medalla            | Competición        |
| ------------------ | ------------------ | ------------------ | ------------------ |
| 1984               | Barcelona (España) | Medalla de oro     | Tándem (A)         |
| 1985               | Bassano (Italia)   | Medalla de bronce  | Tándem (A)         |